# Rivalto
Rivalto ist ein Ortsteil (Fraktion, italienisch frazione) der italienischen Gemeinde Chianni in der Provinz Pisa in der Toskana.

## Geografie
Der Ort liegt etwa ein Kilometer nördlich des Hauptortes Chianni, etwa 30 km südöstlich der Provinzhauptstadt Pisa und etwa 60 km südwestlich der Regionalhauptstadt Florenz. Der Ort liegt bei 343 m s.l.m. und hatte 2001 96 Einwohner. 2011 waren es 103 Einwohner. Der Ort ist Teil des Bistums Volterra und gehört somit dem Erzbistum Pisa als Suffragandiözese an.

## Sehenswürdigkeiten
- Santi Fabiano e Sebastiano, Kirche im Ortskern. Enthält die Werke Santi Fabiano e Sebastiano und Madonna addolorata aus dem 17. Jahrhundert.[3]
- Santa Croce (Oratorio della Compagnia della Santa Croce), Gebetshaus im Ortskern. Enthält das Gemälde Maria addolorata e San Giovanni aus dem 17. Jahrhundert.[3]
- Santuario della Madonna del Carmine, Sanktuarium aus dem 18. Jahrhundert kurz außerhalb von Rivalto. Enthält das Werk Madonna del Carmine von Carlo Dolci.[3]

## Bilder

Bilder von Rivalto
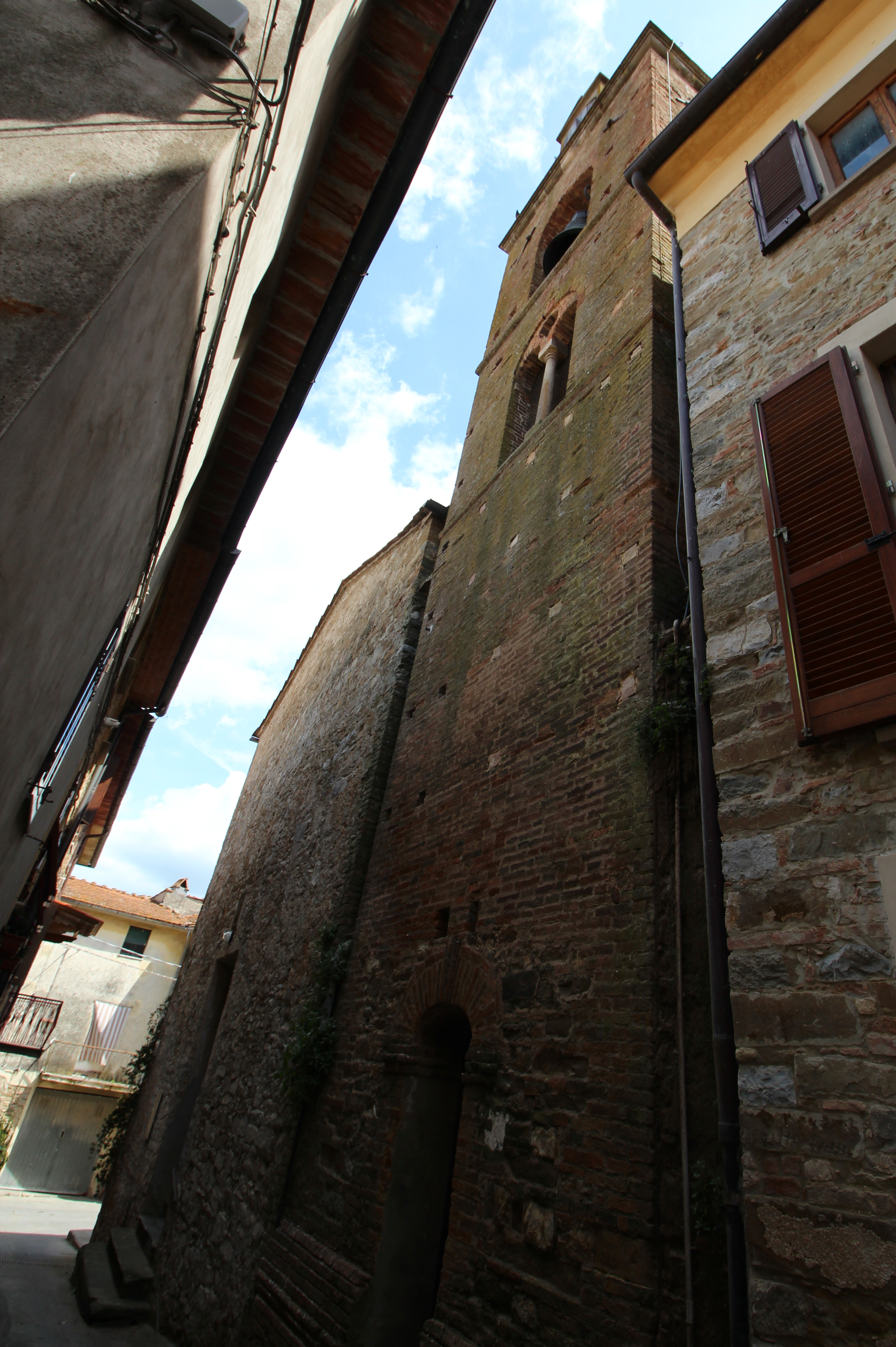
Santi Fabiano e Sebastiano
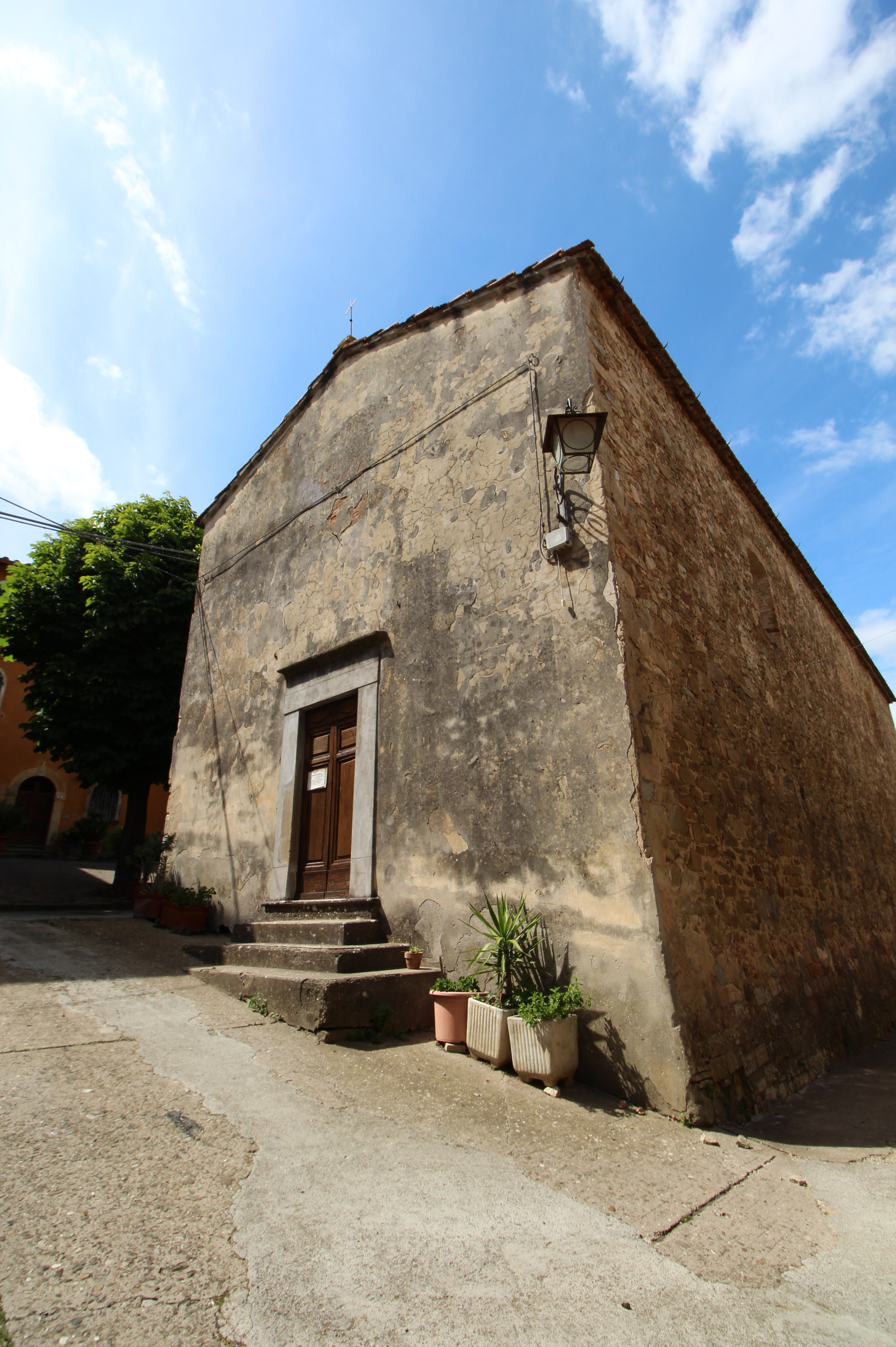
Santa Croce
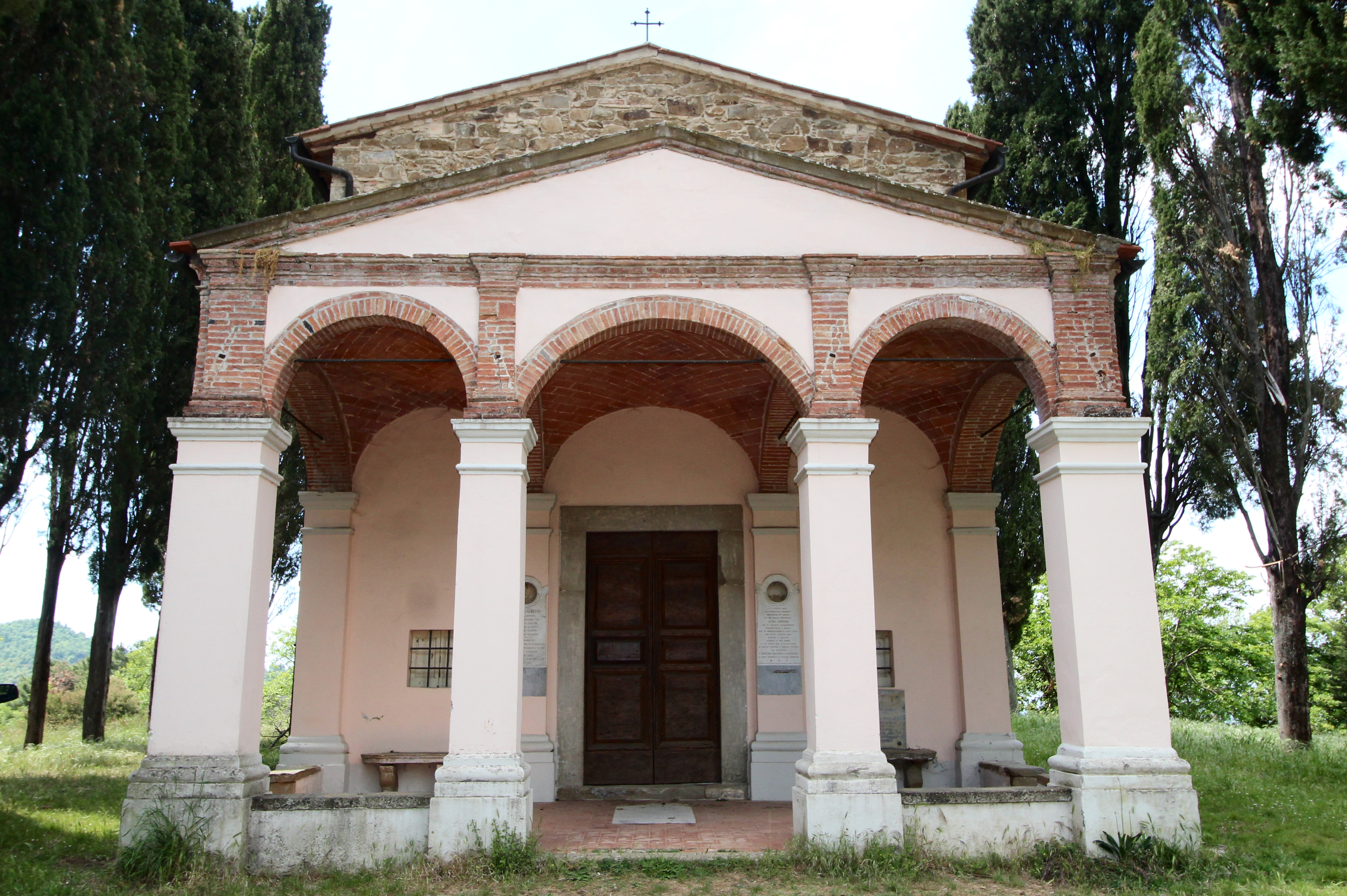
Madonna del Carmine